# Skoki do wody na Letnich Igrzyskach Olimpijskich 1908 – skoki z trampoliny mężczyzn
Skoki z trampoliny były jedną z konkurencji w skokach do wody na Letnich Igrzyskach Olimpijskich 1908. Zawody odbyły się w dniach 14-18 lipca. W zawodach uczestniczyło 23 zawodników z 8 państw.
Zawodnicy skakali z trampoliny umieszczonej na wysokości 1m i 3m. Każdy zawodnik wykonał 7 skoków: 4 obowiązkowe i 3 opcjonalne. Po dwa skoki obowiązkowe oddano z trampolin na wysokości 1m i 3m. Skoki opcjonalne oddawano z trampoliny umieszczonej na wysokości 3m.

## Wyniki

### Runda 1
Dwóch najlepszych zawodników z każdej grupy awansowało do półfinałów. W przypadku, jeżeli kilku zawodników w grupie zdobyło miejsce premiowane awansem, nie rozgrywano dogrywki i wszyscy awansowali dalej.

#### Grupa  1
| Miejsce | Zawodnik          | Wynik |
| ------- | ----------------- | ----- |
| 1       | George Gaidzik    | 82.8  |
| 2       | Heinz Freyschmidt | 78.1  |
| 3       | Robert Zimmerman  | 74.0  |
| 4       | Harry Crank       | 70.3  |
| 5       | Anthony Beckett   | 67.5  |

#### Grupa  2
| Miejsce | Zawodnik       | Wynik |
| ------- | -------------- | ----- |
| 1       | Albert Zürner  | 83.6  |
| 2       | Harold Clarke  | 78.6  |
| 3       | Anthony Taylor | 58.8  |

#### Grupa  3
| Miejsce | Zawodnik        | Wynik |
| ------- | --------------- | ----- |
| 1       | Kurt Behrens    | 83.6  |
| 2       | Frank Errington | 70.83 |
| 2       | Oskar Wetzell   | 70.83 |
| 4       | Karl Malmström  | 70.3  |
| 5       | William Hoare   | 67.8  |

#### Grupa  4
| Miejsce | Zawodnik        | Wynik |
| ------- | --------------- | ----- |
| 1       | Herbert Pott    | 82.5  |
| 2       | Fritz Nicolai   | 67.1  |
| 3       | William Bull    | 66.0  |
| 4       | Carlo Bonfanti  | 65.8  |
| 5       | Sigfrid Larsson | 64.5  |
| 6       | Reginald Baker  | 61.3  |

#### Grupa  5
| Miejsce | Zawodnik     | Wynik |
| ------- | ------------ | ----- |
| 1       | Gottlob Walz | 81.3  |
| 2       | Harold Grote | 79.5  |
| 3       | Harold Smyrk | 78.3  |
| 4       | Thomas Cross | 64.5  |

### Półfinały
Dwóch najlepszych zawodników z każdego półfinału awansowało do finału.

#### Półfinał 1
| Miejsce | Zawodnik          | Wynik |
| ------- | ----------------- | ----- |
| 1       | Kurt Behrens      | 83.0  |
| 2       | Gottlob Walz      | 80.3  |
| 3       | Herbert Pott      | 79.6  |
| 4       | Heinz Freyschmidt | 79.3  |
| 5       | Frank Errington   | 72.6  |
| 6       | Oskar Wetzell     | 70.1  |

#### Półfinał 2
| Miejsce | Zawodnik       | Wynik |
| ------- | -------------- | ----- |
| 1       | George Gaidzik | 85.6  |
| 2       | Albert Zürner  | 82.8  |
| 3       | Fritz Nicolai  | 81.8  |
| 4       | Harold Clarke  | 81.1  |
| 5       | Harold Grote   | 74.5  |

### Finał
Przyznano dwa brązowe medale.
| Miejsce | Zawodnik       | Wynik |
| ------- | -------------- | ----- |
| 1       | Albert Zürner  | 85.5  |
| 2       | Kurt Behrens   | 85.3  |
| 3       | George Gaidzik | 80.8  |
| 3       | Gottlob Walz   | 80.8  |